# .400 Jeffery Nitro Express

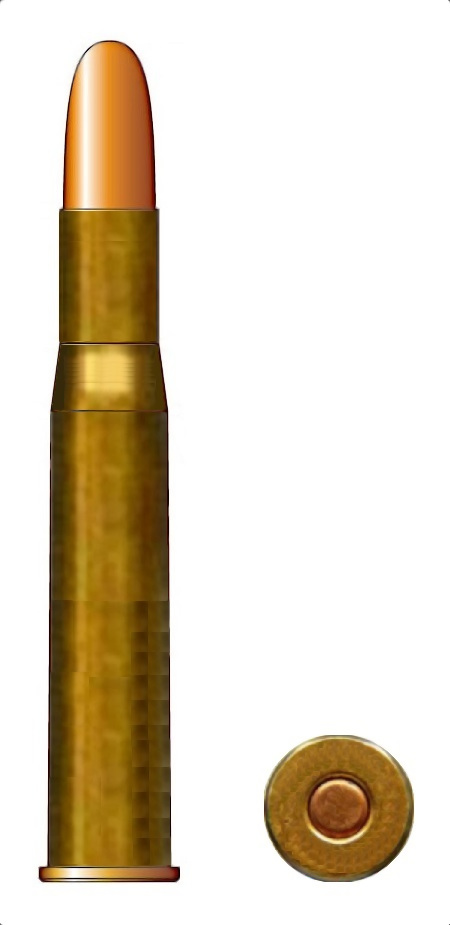
O cartucho .400 Jeffery Nitro Express.

O .400 Jeffery Nitro Express ou .450/400 Nitro Express 3-polegadas é um cartucho de fogo central metálico do tipo Nitro Express de médio calibre em formato de"garrafa" projetado pela W.J. Jeffery & Co em 1902, destinado ao uso em rifles  de tiro único e duplos.

## Desenvolvimento
A W.J. Jeffery & Co desenvolveu o .400 Jeffery NE a partir do .450/400 3 ¼-inch Nitro Express, após problemas de extração com aquele cartucho.
O ".450/400 3 ¼-inch NE" foi recriado carregando o antigo .450/400 3 ¼-inch Black Powder Express com cordite, transformando um cartucho de baixa velocidade para caça de médio porte (como cervos) em um cartucho para caça de grande porte capaz de enfrentar até mesmo os "Big Five" na África e o tigre-indiano. 
A conversão não foi inicialmente bem-sucedida, sob as pressões aumentadas da carga de cordite, o "pescoço" longo poderia grudar na câmara fazendo com que o aro se soltasse na extração, um problema não encontrado com cargas de pólvora negra mais suaves. Para sanar esse problema, a W.J. Jeffery & Co reduziu o comprimento do estojo para 3 polegadas e moveu o seu "pescoço" mais para frente, criando este cartucho, como tal, ele nunca foi carregado com pólvora negra.
Ao contrário dos casos anteriores de .450/400 3 ¼-inch NE, o .400 Jeffery NE foi padronizado com balas de calibre .410, pois o interesse renovado pelos rifles duplos significava que mais balas deste calibre estavam se tornando disponíveis.

## Dimensões

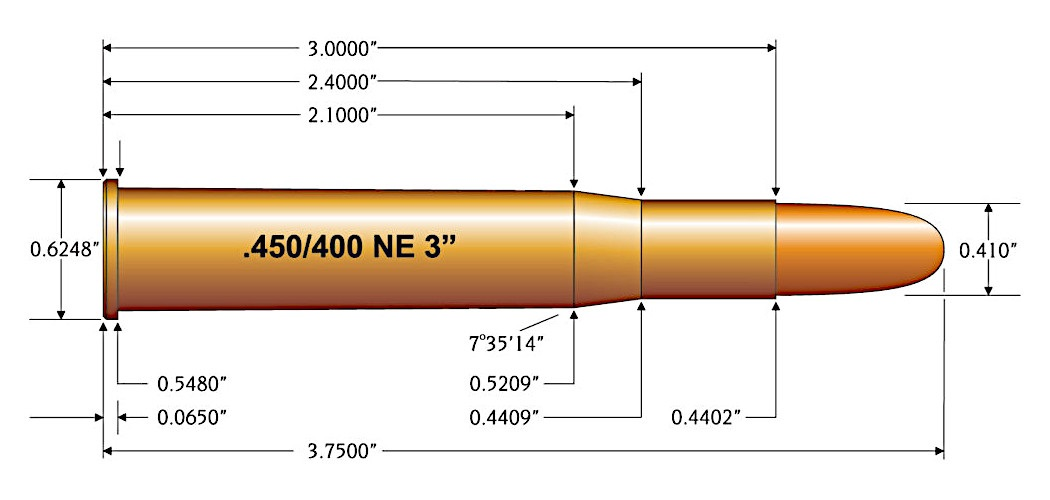

## Utilização
O .450 / 400 NE em ambas as versões de 3 e 3 ¼ de polegadas eram extremamente populares na África e na Índia, antes da introdução do .375 Holland & Holland eram considerados os melhores cartuchos entre todos os calibres para caça africana. Ambos os cartuchos eram extremamente populares na Índia entre marajás e esportistas britânicos.
Karamojo Bell começou sua carreira de caçador de elefantes com um rifle duplo Jeffery em .450/400 antes de mudar para seu famoso .275 Rigby. Jim Corbett mudou de um .500 Black Powder Express para um rifle duplo por ação de caixa da W.J. Jeffery em .400 Jeffery NE que ele usou junto com um .275 Rigby.
Em seu livro African Rifles and Cartridges, John "Pondoro" Taylor afirmou que os cartuchos .450/400 NE de 3 e 3 ¼ de polegada são "as maiores armas imagináveis para todas as grandes caças" adequadas para todos os animais africanos em quase todas as condições quando usado por um caçador experiente. Ele afirmou ainda: "Tive mais prazer em usar o .400 do que qualquer outro calibre; e nenhuma arma se comportou com mais sucesso em minhas mãos. Eu ficaria feliz em terminar o resto da minha carreira com um par deles e nada mais - a menos que fosse um terceiro!"
O major Percy Powell-Cotton escreveu o "rifle 'Jeffery .400 ejector express' que carreguei pela primeira vez em minha expedição à Abissínia é minha arma favorita para caça perigosa. Com todas as balas cobertas de níquel, é excelente para tiros na cabeça ou no coração de elefantes. Com apenas a ponta de chumbo fora da jaqueta, elas fazem um bom trabalho em rinocerontes e búfalos; embora com metade do chumbo exposta, não acho que você possa conseguir uma arma melhor para o leão".
Elmer Keith afirmou que este cartucho seria sua primeira escolha ao caçar ursos pardos no Alasca.